# Свято-Никольский храм (Незнамово)
Свято-Никольский храм — православный храм в селе Незнамово Старооскольского района Белгородской области.

## История
Наиболее вероятными датами постройки являются 1903 и 1904 годы. Первая дата встречается в «Справочной книге о церквах, приходах и причтах Курской епархии за 1908 год», вторая — в Клировых ведомостях за 1916 год по Первому благочинническому округу. По данным этого же документа, в 1905 году приход посетил архиерей, с этого же года хранятся исповедальные рукописи. О том, что храм построен в 1904 году на пожертвования прихожан, говорится и в одном из прошений на имя архиепископа Питирима, написанного в 1944 году. Кроме этого, необходимо заметить, что общепринятой датой постройки храма считается 1895 год, который обозначен на левом фасаде здания. Документально данный факт не подтвержден, можно предположить, что обозначенный год является началом строительства храма или завершением строительства фасада.
Официальная кампания по закрытию церкви была начата 5 июня 1940 года, а уже 18 июня того же года секретарем исполкома Облсовета было подписано постановление о закрытии Никольской церкви в селе Незнамово.
В церковном здании после закрытия храма в период с 1938 по 1942 годы располагались склад для хранения зерна и склад сельпо.
В период оккупации верующие сумели получить разрешение у немецких властей на открытие храма. Позже в письме к архиепископу Иннокентию, написанному прихожанами Никольского храма в феврале 1953 года, говорится, что храм до 1942 года находился полностью в ведении колхоза, богослужения начались с 1943 года.
В послевоенные годы предпринимались неоднократные попытки закрыть приход, но храм остался действующим.
19 мая 2004 года архиепископом Белгородским и Старооскольским Иоанном был освящен закладной камень на месте строительства часовни. 27 ноября 2005 года на неё были водружены купол и крест. 6 ноября 2006 года состоялось освящение часовни архиепископом Белгородским и Старооскольским Иоанном.
В течение двух лет (2008—2009 гг.) был произведён капитальный ремонт кровли и куполов храма с полной заменой покрытия. На куполах были установлены позолоченные кресты.

## Духовенство
- Настоятель храма — протоиерей Виталий Антонов[2]